# Будинок Одеського автомобільного товариства
Будинок Одеського автомобільного товариства — пам'ятка архітектури і історії в Одесі. Будинок розташований у другому подвір'ї дуже великої ділянки родини Вассалів на Гаванній вулиці. Будинок внесений до Реєстру пам'яток культурної спадщини Одеси як пам'ятка архітектури та історії місцевого значення (охоронний номер 158-Од) під назвою флігеля..

## Історія
Автомобільне товариство було засноване у 1911 році Артуром Антоновичем Анатра, К. А. Баліозом, Г. К. Березовським, Фердинандом Адольфовичем Цорном, Н. К. Ксідіасом та іншими. Товариство розміщувалось первісно у будинку Олександри Олександрівни Анатра на Пушкінській вул., 28, незабаром президентом товариства став Олександр Володимирович Вассал, який, як і засновник Автомобільного товариства А. А. Анатра був членом Одеського аероклубу.
Ще у 1911 році О. В. Вассал придбав ділянку на Гаванній вулиці, 3. Через деякий час у задній частині даної ділянки почалося спорудження спеціальної двоповерхової будівлі товариства з одноповерховим гаражем. 11 вересня 1912 року (за старим стилем) будівлі товариства було освячено. Щодо попередніх власників ділянки, то вона у 1898 році належала К. Балицькій, між 1907 та 1909 роками ділянку придбала М. М. Лапатовська, у якій її і придбав Олександр Вассал, що мешкав у родинному будинку Воронцовському провулку, 7. У 1925 році у гаражі розміщувалась меблево-шпалерна артіль «Столяр».

## Архітектура
Будинок Автомобільного товариства є найбільш ранньою будівлею з наявних споруд ділянки, у тому ж році О. В. Вассал збирався побудувати концертну залу за проектом архітектора Ф. П. Нестурха, але ці плани не були реалізовані. Уздовж заднього краю ділянки розташована одноповерхова будівля гаражу, до неї, ближче до південного краю ділянки, прибудована двоповерхова будівля Автомобільного товариства. Остання будівля у плані є прямокутною, побудованою з каменю, фасади не вкриті штукатуркою. Завдяки виконанням сандриків з червоної цегли фасад набув виразності. З західного боку на другому поверсі на всю ширину фасаду влаштований балкон з гнутою візерунчатою огорожею. З південного боку розташований вхід до будинку, над ним влаштоване вікно сходової клітки. Огорожа сходів будинку виконана у стилі неоготики. Поряд із входом до будинку розташована брама гаража, виконана у вигляді порталу в стилі модерну. За радянських часів будинок було переобладнано під житлові квартири.

## Галерея

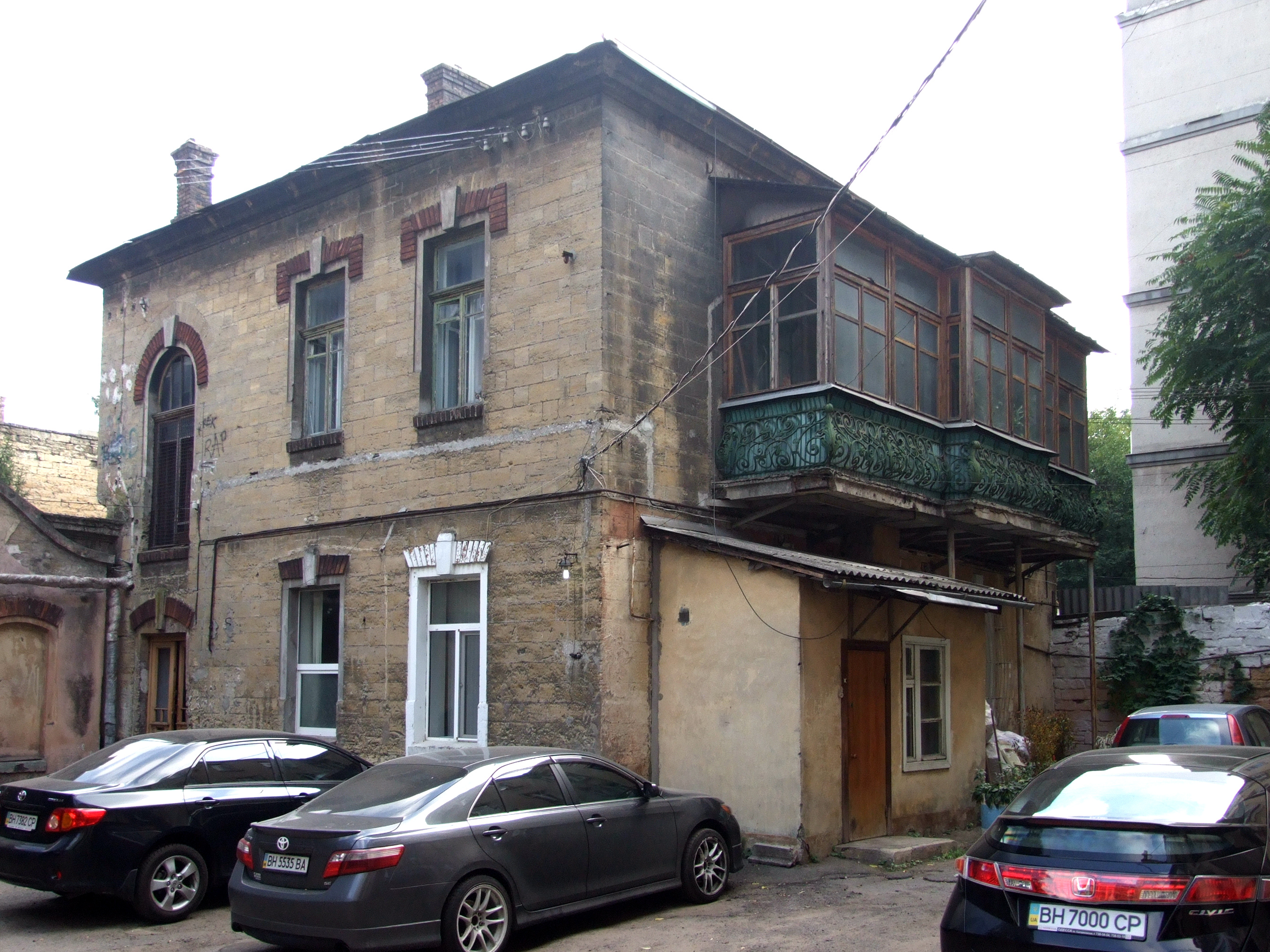
Загальний вигляд
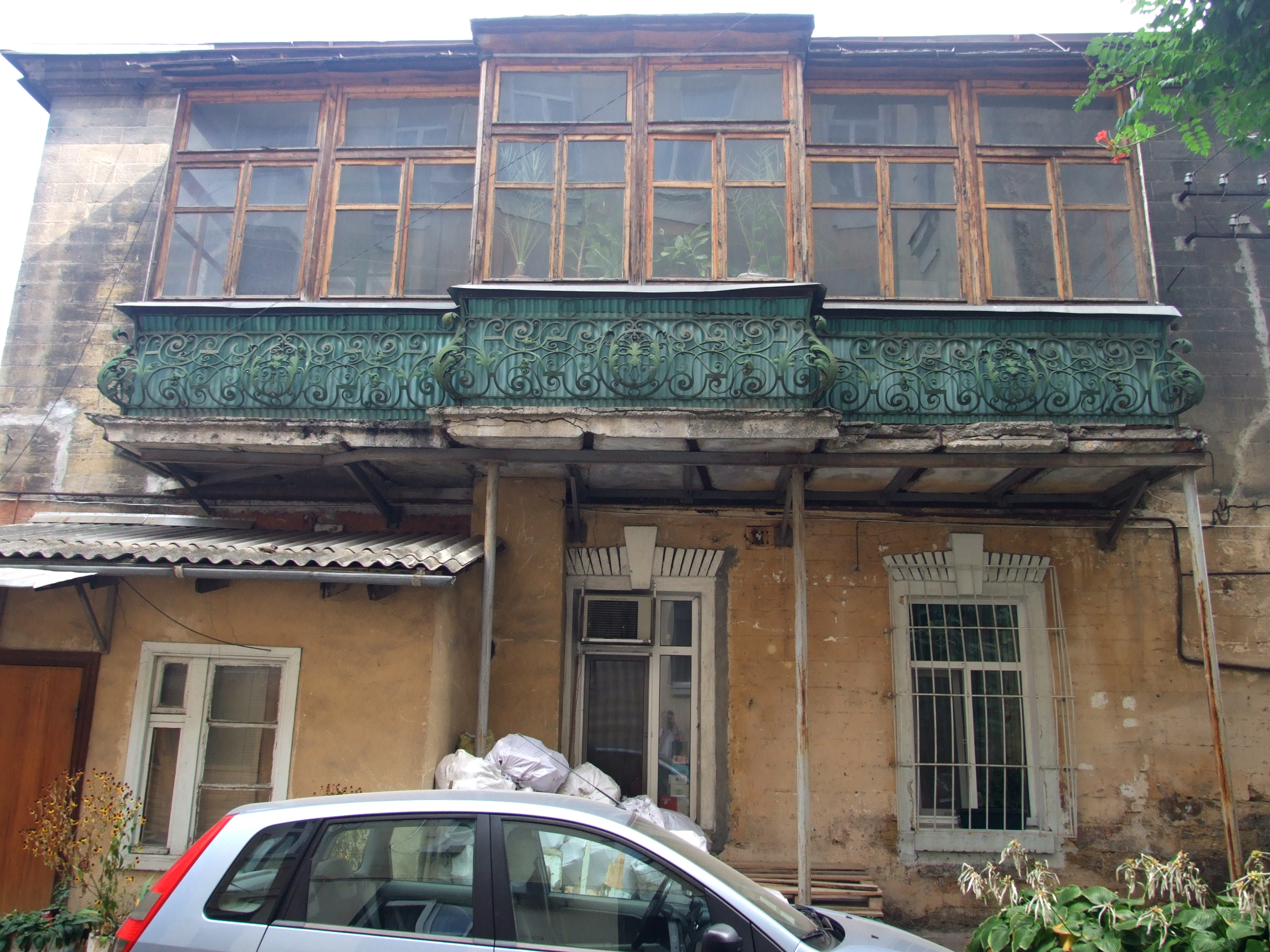
Західний фасад
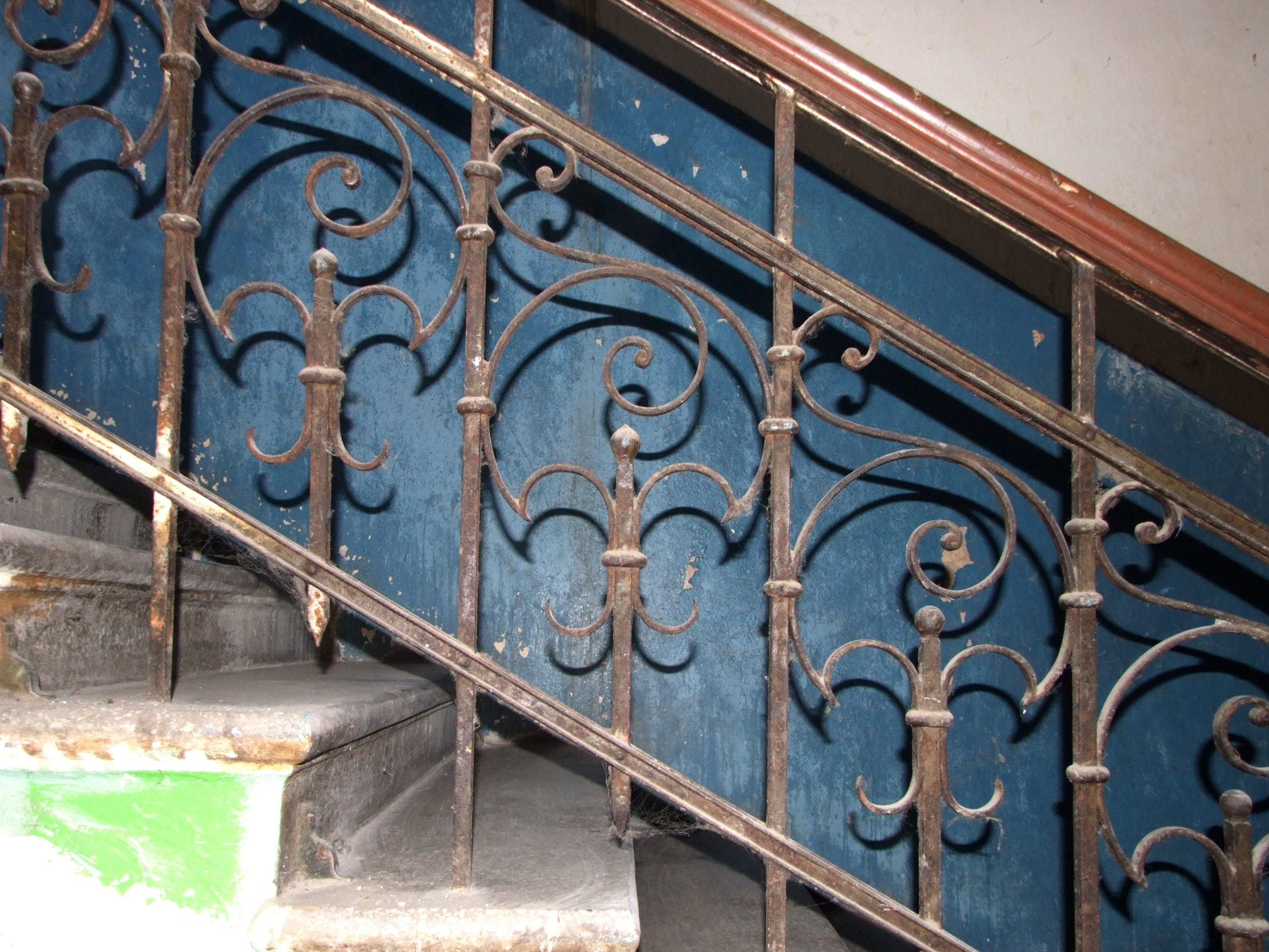
Огорожа сходів
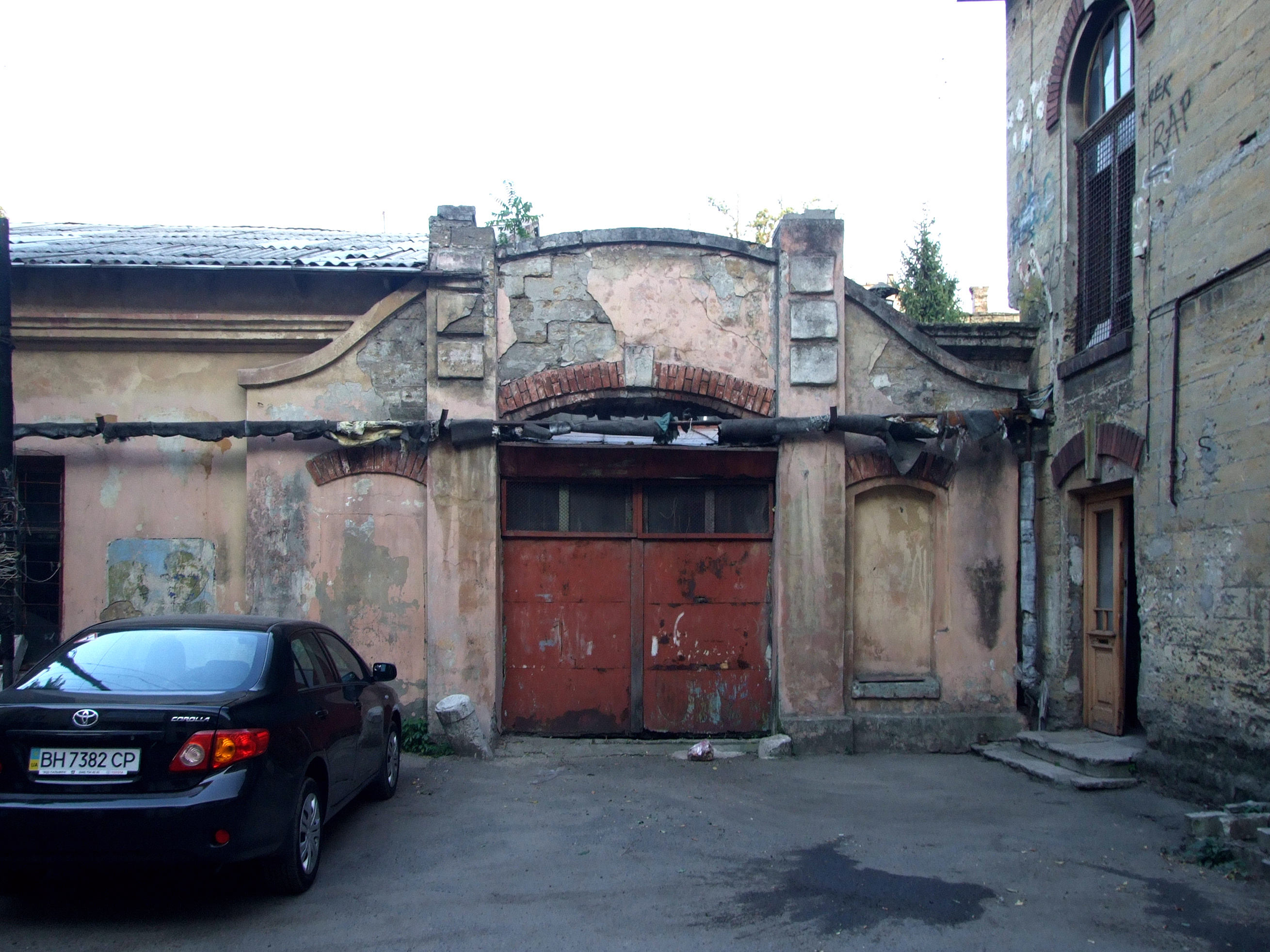
Брама гаражу
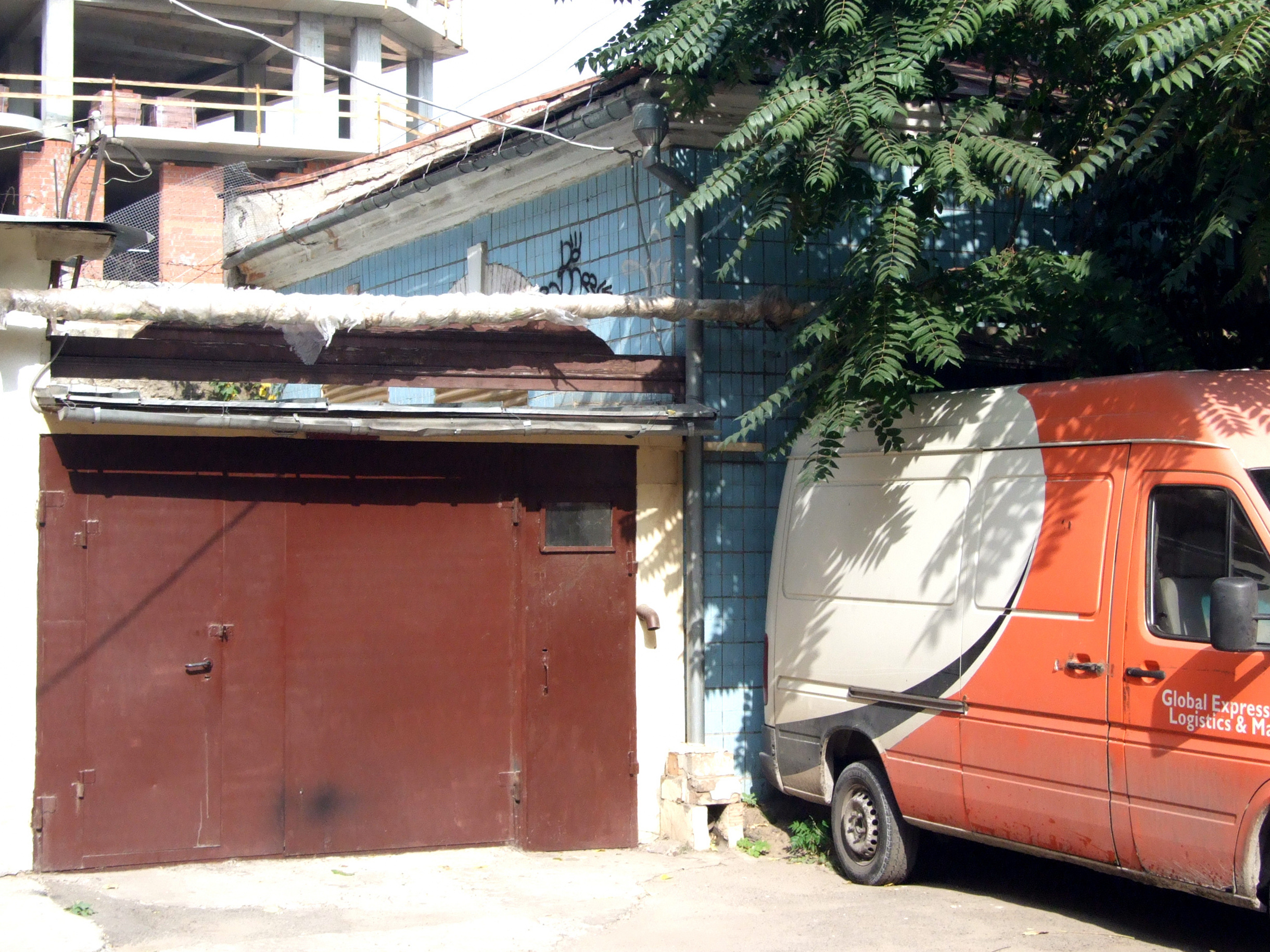
Північне крило гаражу